# Рядовка лиловоногая
Рядо́вка лиловоно́гая (лат. Lepista personata) — условно съедобный гриб из рода Леписта семейства Рядовковые. По некоторым данным относится к роду Говорушка (Clitocybe).
Синонимы:
- Русские: рядовка лиловоножковая, рядовка двухцветная, синеножка, подотавник, синий корень[2].
- Латинские: Lepista saeva, Clitocybe saeva и Tricholoma personatum.

## Описание
Довольно крупный гриб. Шляпка 6—15 (до 20—25) см диаметром, мясистая, подушковидная, плосковыпуклая. Кожица шляпки гладкая. Цвет шляпки у грибов желтоватый, кремовый или светло-коричневый с фиолетовым отливом. Края шляпки подогнуты, по мере роста могут распрямляться.
Мякоть плотная, серо-фиолетовая, иногда – серая, серо-коричневая, белая. Часто имеет фруктовый аромат, приятный сладковатый привкус.
Пластинки широкие, частые, тонкие, светло-жёлтого или кремового оттенка.
Ножка до 10 см высотой и 2—3 см толщиной, плотная, цилиндрическая, немного утолщённая к основанию (в редких случаях булавовидная), гладкая, продольно-волокнистая, под шляпкой с хлопьевидным налётом. У молодых грибов поверхность ножки покрыта хлопьями (остатки покрывала), заметна её волокнистая структура. Цвет ножки серовато-фиолетовый, иногда голубоватый. Кольцо отсутствует.
Споры 6—8 × 4—5 мкм, эллипсоидные, слабо шероховатые, розоватые. Споровый порошок бледно-розовый.

## Экологияи распространение

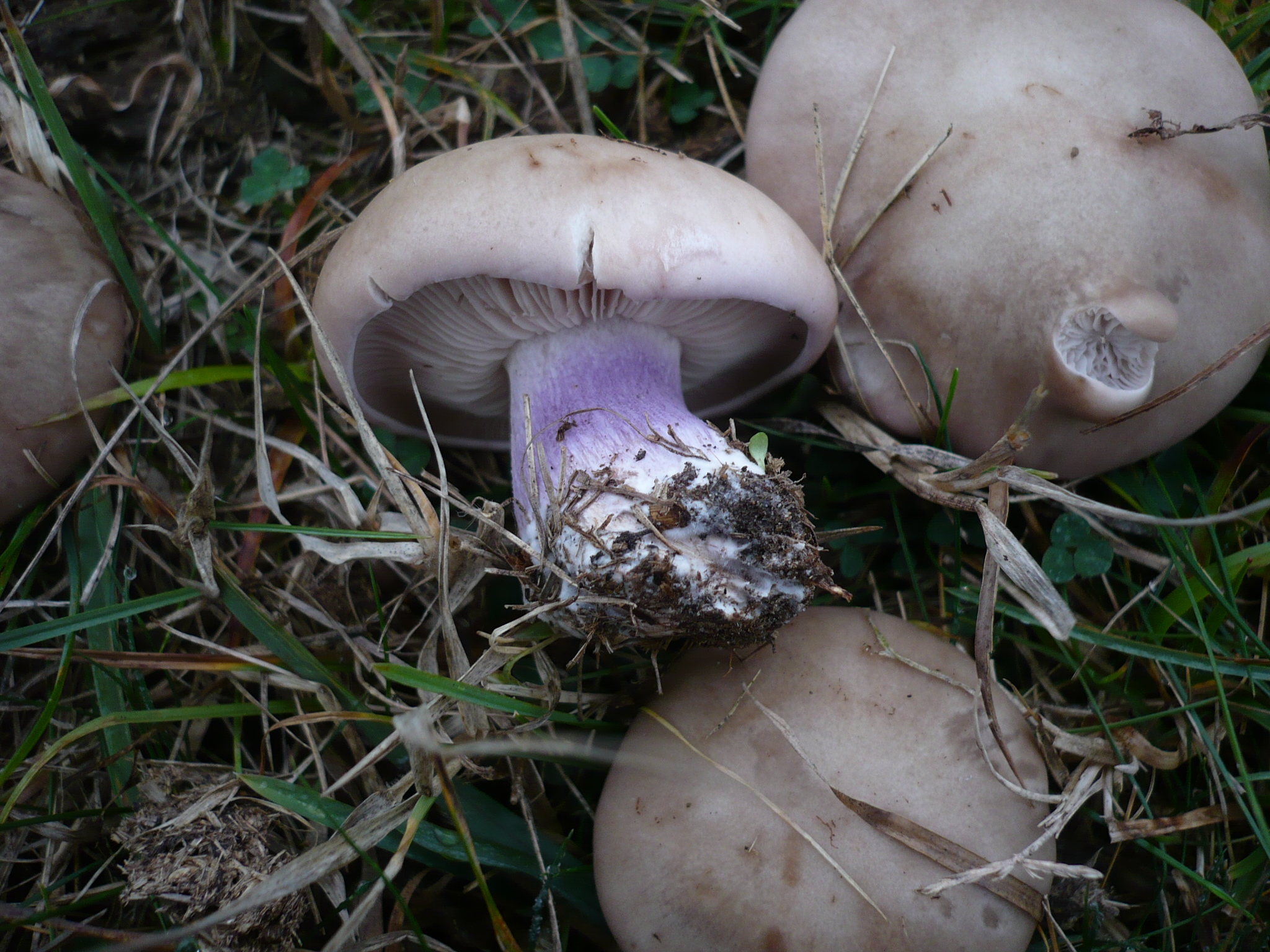
Зрелая рядовка лиловоногая

Рядовка лиловоногая плодоносит на открытых лугах, в парках, на пастбищах, на лесных полянах и в непосредственной близости от опушек леса, в отличие от рядовки фиолетовой, которая обычно встречается в лесах. Плодовые тела появляются обычно группами, иногда образуя «ведьмины круги» или ряды. Сезон плодоношения с  ранней весны до начала зимы, (массовое плодоношение  —  весной   с  начала  марта  до  конца апреля ,  осенью с середины сентября до первых заморозков в конце октября). Распространена по всей Европе.

## Сходные виды

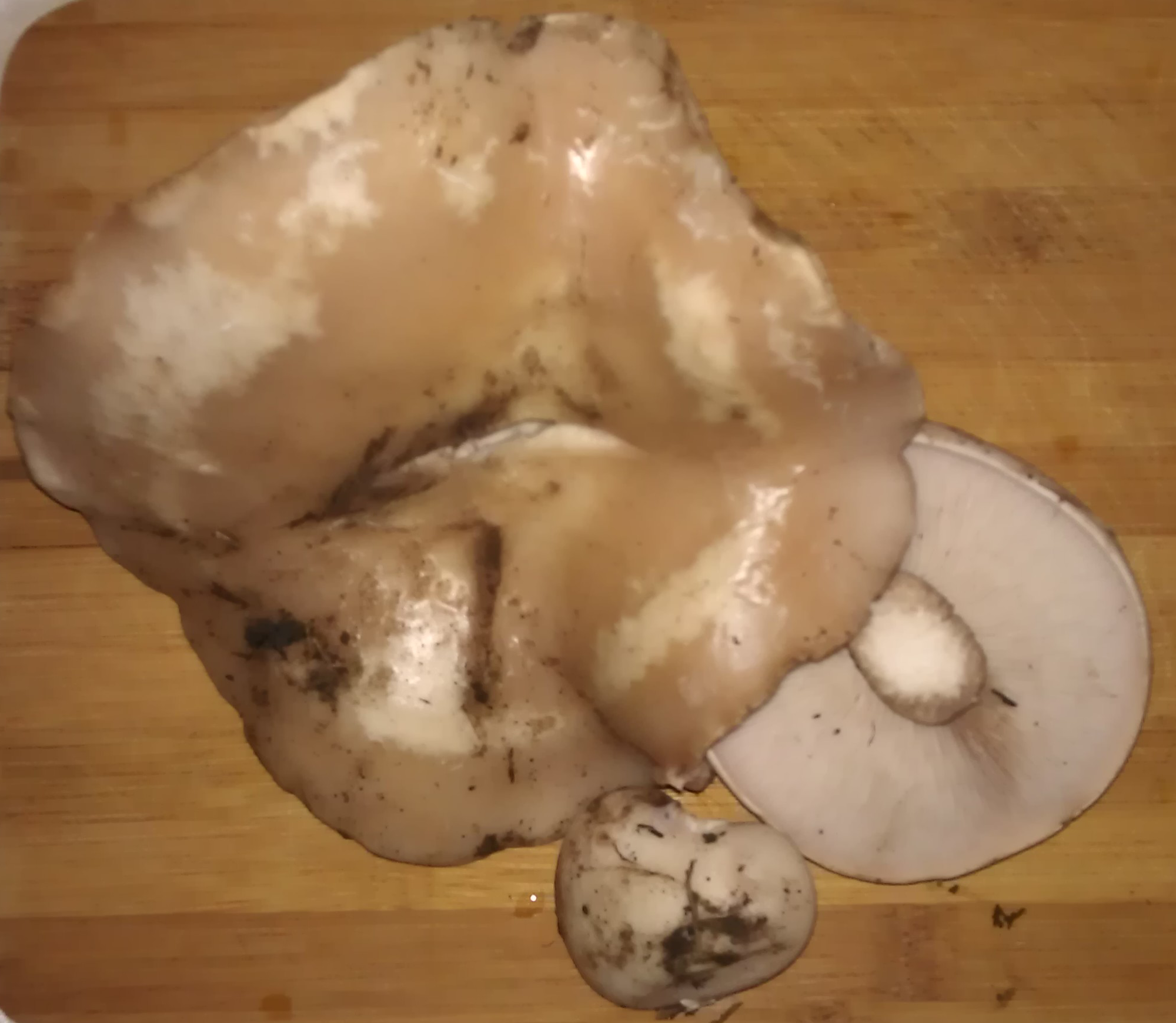
Рядовка лиловоногая, она же — синий корень, синюшка, синяя ножка

Из-за характерной окраски ножки гриб трудно спутать с другими грибами.

## Употребление
Условно съедобный гриб хорошего качества. Перед употреблением подлежит термической обработке (предварительному отвариванию в течение 10—20 минут), так как в сыром виде может вызывать желудочные расстройства.